# Гостюжев, Владимир Владимирович
Владимир Владимирович Гостюжев (род. 2 января 1954, Москва) — советский хоккеист, нападающий. Мастер спорта СССР международного класса.

## Биография
В первенстве СССР играл в командах ЦСКА (1971/72 — 1973/74), СКА МВО Калинин (1973/74), «Крылья Советов» (1974/75 — 1977/78), «Ижсталь» Ижевск (1977/78 — 1979/80),
«Металлург» Череповец (1980/81 — 1982/83). В высшей лиге играл в сезонах 1971/72 — 1973/74, 1974/75 — 1977/78, 1979/80. В сезоне 1990/91 — в составе команды КФК «Металлург» Снегири.
Участник Суперсерии 1975/76.

## Достижения
- Чемпион СССР (1972, 1973)
- Чемпион Европы среди юниоров (1973)
- Победитель первого неофициального молодёжного чемпионата мира (1974)[1]
- Обладатель Кубка СССР (1973)
- Серебряный призёр чемпионата СССР (1974, 1975)
- Обладатель Кубка европейских чемпионов (1975)